# May Pihlgren
May Eleonora Pihlgren, född 6 januari 1904 i Helsingfors, död på samma ort 29 oktober 1986, var en finlandssvensk skådespelare. Hon medverkade i fyra filmproduktioner samt ett antal TV-filmer.

## Biografi
Pihlgren var en av de mest framstående artisterna vid Svenska Teatern i Helsingfors. Hon var också en mycket uppskattad recitatris. 

## Priser och utmärkelser
1954 Pro Finlandia-medaljen

## Filmografi
- 1924 – Polytekarfilmen
- 1934 – Falska Greta
- 1947 – Förödelse
- 1963 – Silverpilen (TV-film)
- 1963 – Greve Öderland (TV-film)
- 1965 – Vänd dig inte om (TV-film)
- 1965 – Supé med Arman klockan åtta (TV-film)
- 1968 – Romeo, Julia och mörkret (TV-film)
- 1979 – Herr Puntila och hans dräng Matti
- 1985 – Harjunpää och antastaren (TV-serie)

## Teater

### Roller (ej komplett)
| År   | Roll                            | Produktion                                                        | Regi             | Teater                       |
| ---- | ------------------------------- | ----------------------------------------------------------------- | ---------------- | ---------------------------- |
| 1927 | Adrienne                        | Markisinnan (The Marquise) Noël Coward                            | Gustaf Nessler   | Svenska Teatern, Helsingfors |
| 1929 | Lucy Brown                      | Tiggaroperan (Die Dreigroschenoper) Bertolt Brecht och Kurt Weill | Nicken Rönngren  | Svenska Teatern, Helsingfors |
| 1938 | Fru Savary                      | Madame Sans-Gêne Victorien Sardou och Émile Moreau                | Mia Backman      | Svenska Teatern, Helsingfors |
| 1957 | Mrs Shankland Miss Railton-Bell | Vid skilda bord (Separate Tables) Terence Rattigan                | Kerstin Nylander | Svenska Teatern, Helsingfors |